# Bahnhof Eben im Pongau

Der Bahnhof Eben im Pongau ist ein Bahnhof in der Gemeinde Eben im Pongau im Land Salzburg in Österreich. Er ist ein Zwischenbahnhof an der Ennstalbahn.
Das Aufnahmsgebäude steht unter Denkmalschutz.

## Geschichte
Die Bahnstrecke Selzthal – Bischofshofen – Wörgl (Steiermark – Tirol), zeitweise auch Giselabahn genannt, wurde von der Kaiserin-Elisabeth-Bahn gebaut. Sie wurde am 6. August 1875 eröffnet. Damit wurde ein wichtiger Lückenschluss im k.u.k. Eisenbahnnetz vollzogen. Der Bahnhof Eben war besonders als Umsteigstelle auf die Katschbergstraße (heute B99) als wichtiger Übergang in den Salzburger Lungau und nach Kärnten bedeutend. Seit dem Bau der Tauernbahn (über Gastein) 1909 und noch viel mehr der Tauern Autobahn (A10) in den 1970er Jahren hat dieser Aspekt an Bedeutung verloren. Außerdem ist er der Scheitelpunkt der Strecke, er liegt direkt auf dem Talpass, der Salzachtal und Ennstal verbindet, und auch dem Ort Eben seinen Namen gegeben hat. Daher wurde allfällig hier umgespannt.
Während viele der größeren Bahnhöfe – auch der inneralpinen Linien – den Bombardierungen des Zweiten Weltkriegs zum Opfer fielen, blieb der seinerzeit schon unbedeutende Bahnhof im Originalzustand der 1870er erhalten. Er wurde daher unter Denkmalschutz gestellt.

## Bauliches
Das Aufnahmsgebäude des Bahnhofs ist ein etwa 25 Meter langer zweigeschoßiger Bau mit Satteldach. In seiner Anlage entspricht er ganz dem einheitlichen Muster der Bahnhofsbauten der Monarchiezeit, mit Wartesaal im hohen Parterre, und Dienstwohnungen im Obergeschoß, Die Fassade ist in Art der Neorenaissance mit teils steinernem, teils imitierten Sockelwerk, stuckierter Eckquaderung, umlaufendem Dach-Ziergesims und breiten Fensterfaschen gestaltet.
Das perronseitige Vordach ist nicht im Original erhalten.

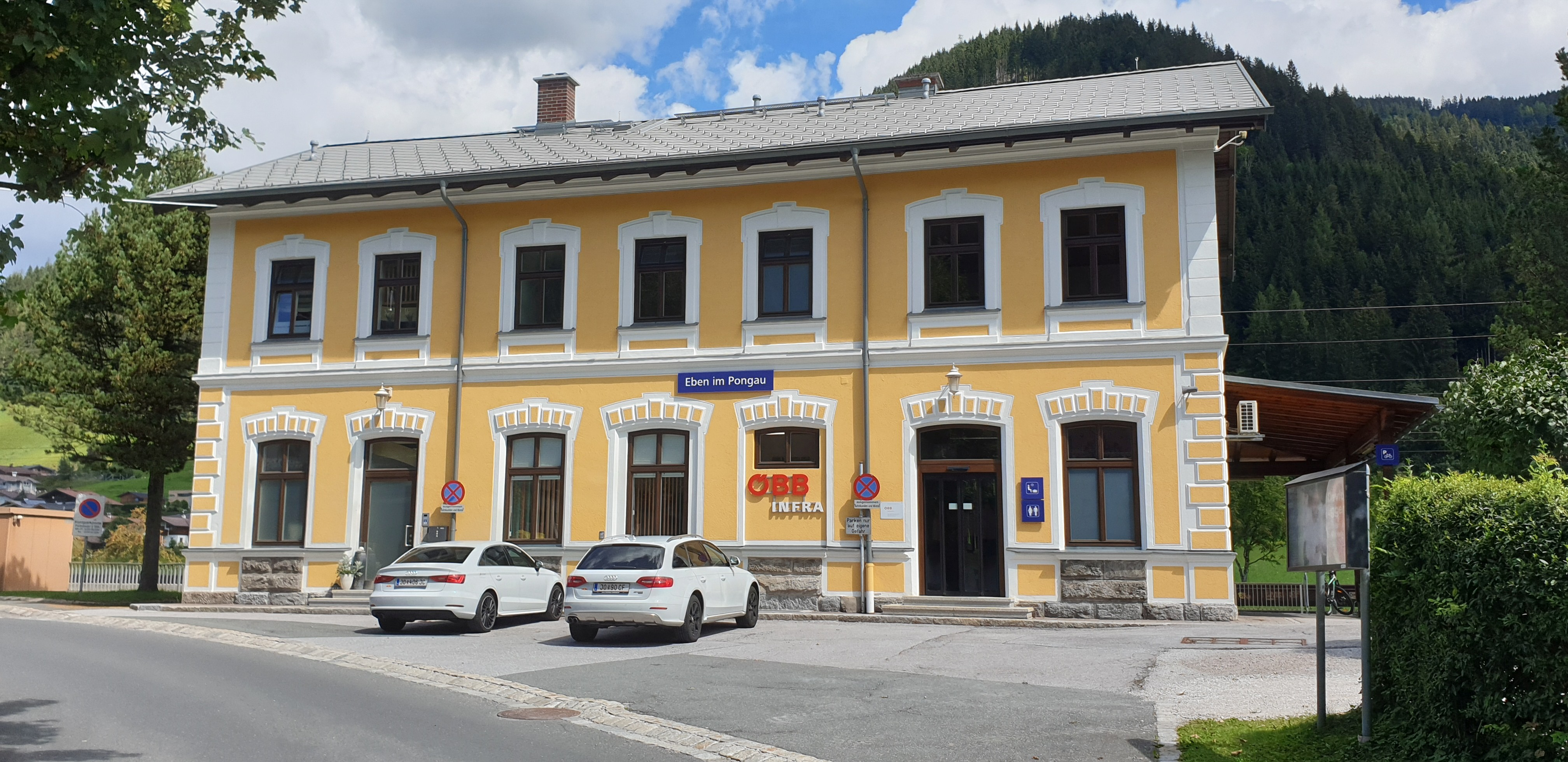
Aufnahmsgebäude, Straßenseite
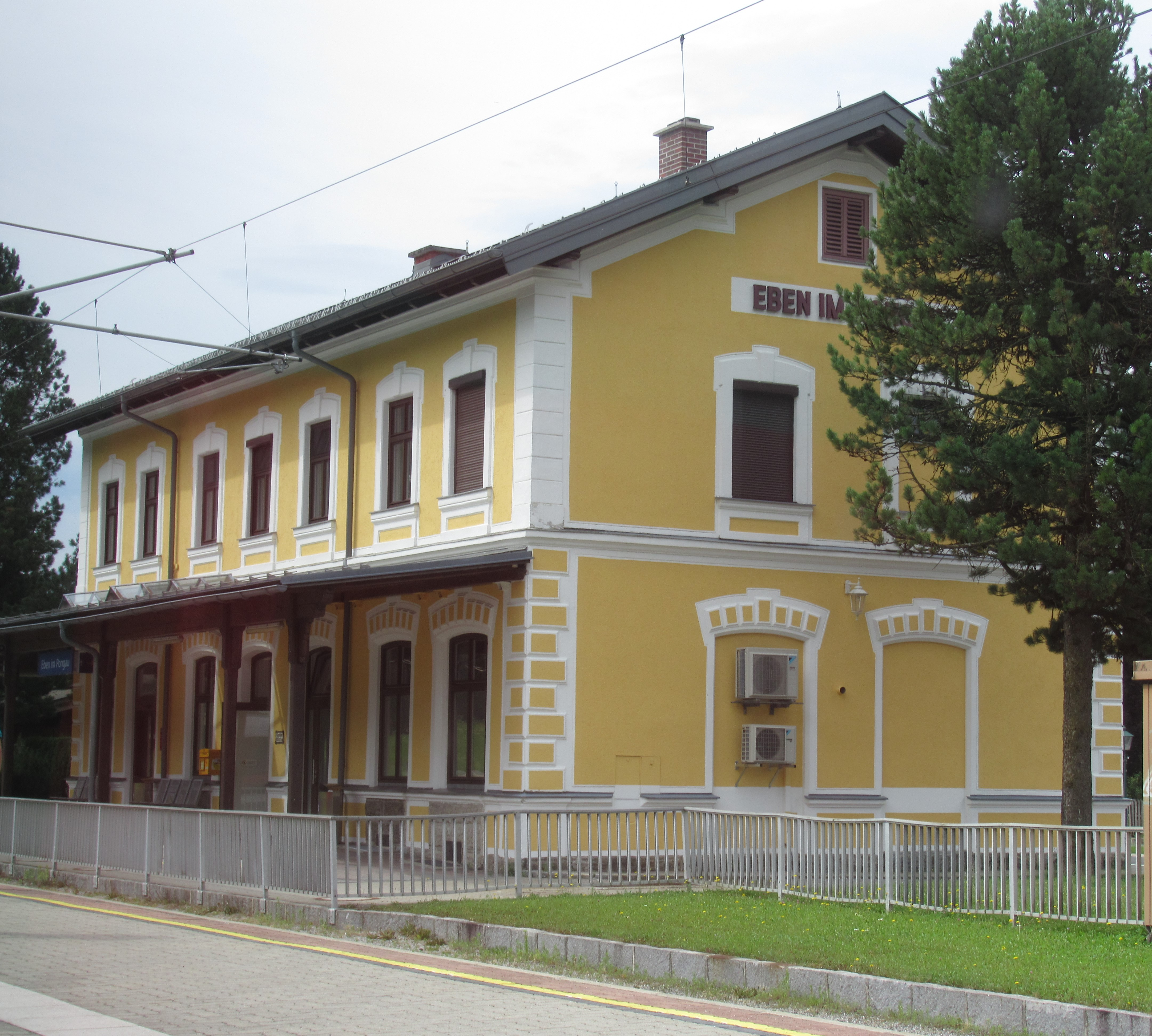
Aufnahmsgebäude, Gleisseite
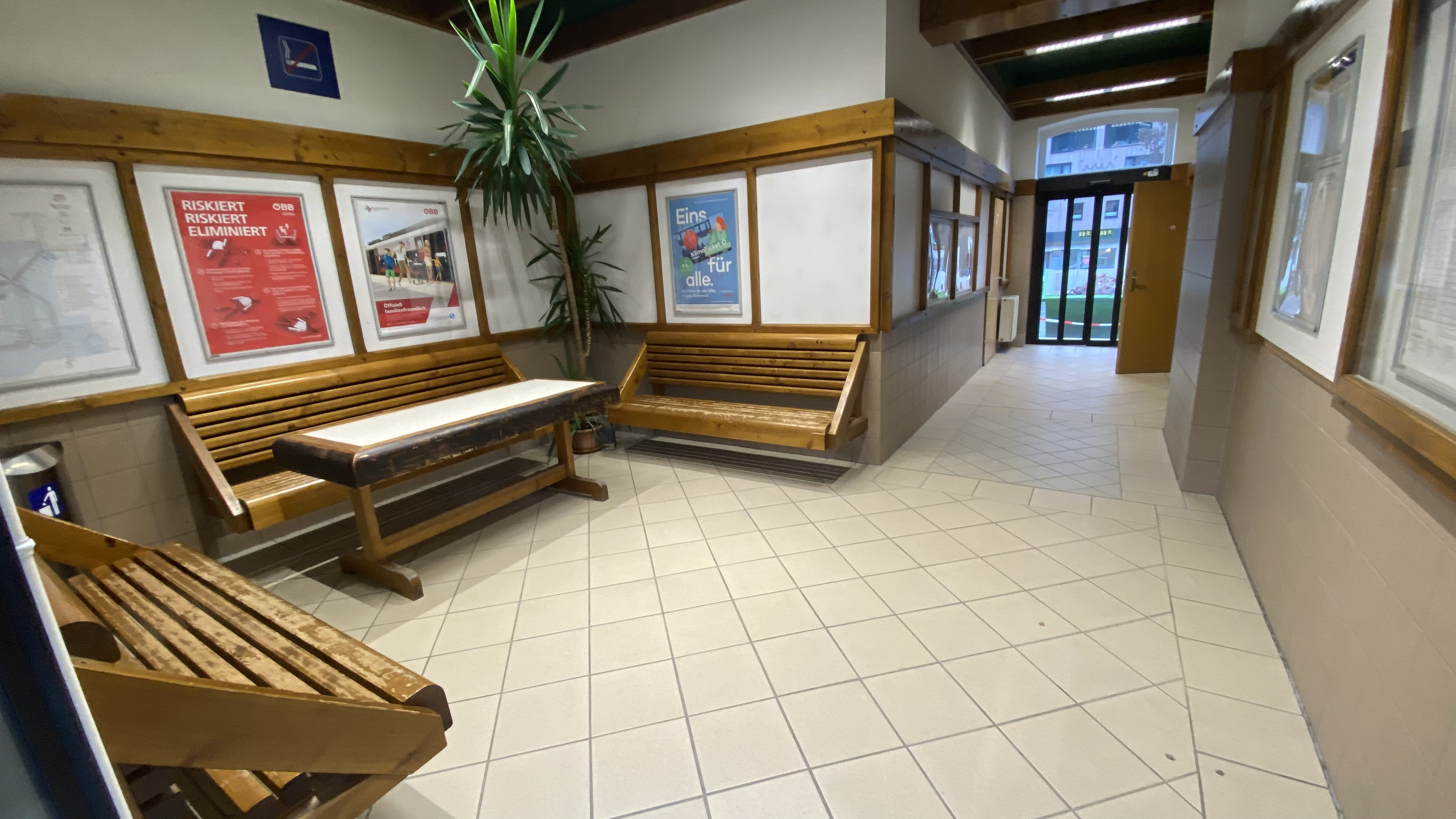
Wartehalle, an den Gang schließen die öffentlichen Toiletten an

Der Bahnhof hat 175 Parkplätze und etwa 150 Fahrradabstellplätze.
Er wurde Anfang der 2010er Jahre barrierefrei umgestaltet (Hebelift, WC, Parkplätze).

## Betrieb
Die Bahnstrecke ist bis heute eine wichtige Alpentransversale aus dem Alpenvorland nach Südosteuropa und innerösterreichische Ost-West-Verbindung, jedoch halten hier nur Regionalzüge von Bischofshofen nach Radstadt, teils weiter über Schladming nach Sankt Michael in Obersteiermark. Alle Personenzüge sind in den Salzburger Verkehrsverbund (SVV) eingebunden. Die Fahrtzeit nach Bischofshofen beträgt gut 20 Minuten, nach Radstadt 8 Minuten und nach Selzthal etwa 1½ Stunden.
Der Bahnhof dient als Ausweichstelle der eingleisigen Ennstalbahn.